# Judes Macabeu

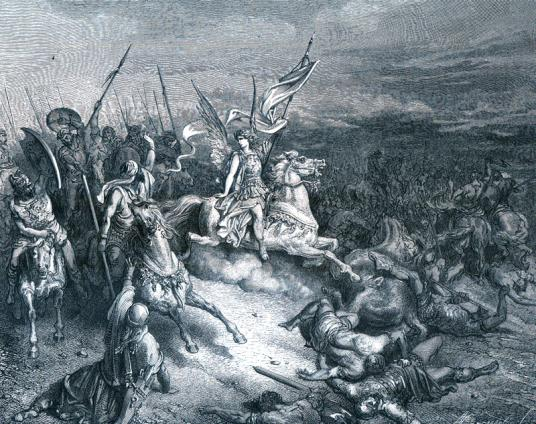
יהודה המכבי

Judes Macabeu, també transcrit Judas Macabeu (en hebreu יהודה המכבי o המקבי 'Yehudah HaMakabi') va ser cap dels rebels jueus contra els selèucides a la mort del seu pare Mataties l'any 167 aC. Formava part de la dinastia dels Asmoneus.
El seu nom original era Judes ben Mataties i va rebre el renom de Macabeu (vencedor, demolidor) per les seves victòries. L'any 166 aC Antíoc IV Epífanes estava disposat a marxar contra els rebels quan va haver d'anar cap al nord-est i va encarregar una campanya al seu ministre Lísies, que a més va rebre la custòdia del seu fill Antíoc V Eupator i el govern de les províncies entre l'Eufrates i la mar. Lísies va delegar el comandament de l'expedició als generals Ptolemeu fill de Dorímenes, Nicanor i Gòrgies però Judes els va derrotar prop d'Emmaus l'any 165 aC. Llavors Lísies va agafar el comandament en persona (164 aC) però una mica al nord d'Hebron va ser derrotat i quan es va saber la mort d'Antíoc IV a Tabes (Tabae) a Pèrsia, va tornar a Síria per defensar la seva posició contra un altre ministre, Filip, al qui corresponia, segons decisió d'Antíoc IV, la custòdia del fill menor, si el pare moria.
L'any 163 aC Judes va entrar a Jerusalem, va purificar el temple, va expulsar els sirians, grecs i hel·lenitzats de la ciutat i de tots els territoris que controlava i va restablir el culte jueu. Mentrestant, Lísies havia reunit un nou exèrcit amb el qual va avançar altre cop contra Judes; els selèucides van poder ser aturats a l'altura de la fortalesa de Betshura, que controlava un dels passos cap a Jerusalem. Es va lliurar una heroica batalla a la rodalia en la qual va morir Eleazar, germà de Judes, i finalment els grecs van ocupar la fortalesa. Judes va fugir a Jerusalem. Els enemics van assetjar la ciutat i ambdues parts es van veure afectats per la manca de subministraments (especialment els jueus); justament llavors el ministre Filip havia aixecat un exèrcit i podia avançar cap al sud. Lísies volia solucionar l'afer dels jueus per tenir les mans lliures contra el seu rival, i així va signar amb Judes un tractat que va ser força favorable als jueus, on sembla que entre altres coses Judes era reconegut com a gran sacerdot, i es va retirar. Lísies va derrotar Filip amb certa facilitat.
Mentre el príncep Demetri, després Demetri I Soter, que era ostatge romà, va sortir de Roma i es va presentar al Líban on va ser aclamat i ràpidament tot el país es va declarar al seu favor i Lísies i Antíoc V van morir executats l'any 162 aC. El nou rei va col·locar com a gran sacerdot de Judea a Alcimus i va obtenir el suport d'una part dels zelotes, i lògicament d'un exèrcit selèucida. Però Judes, tanmateix gran sacerdot, no va voler abdicar el càrrec i va esclatar la guerra novament.
Judes va obtenir noves victòries derrotant els selèucides en dues batalles successives, i va demanar l'aliança de Roma on va enviar una ambaixada. El Senat Romà va acceptar l'aliança però abans que Judes pogués saber la resposta va morir en una sagnant batalla contra un cos selèucida dirigit pel general grec Baquides i va morir en la batalla d'Elasa l'any 160 aC. El va succeir el seu germà Jonatan Macabeu.
És un dels protagonistes del Primer llibre dels Macabeus, un dels llibres deuterocanònics de l'Antic Testament. En commemoració de la purificació que va fer del temple de Jerusalem, els jueus celebren la festivitat de Hanukkà.

## Pervivència cultural
Com a guerrer heroic alliberador del seu poble, la figura de Judes Macabeu ha estat citada i recreada al llarg dels segles.
Així, a principis del segle XIV és ja un dels Nou preuats de la literatura francesa i també apareix a la Divina Comèdia de Dante. En els segles següents apareixerà en obres de Shakespeare, Calderón de la Barca o Miguel de Silveyra.
De totes maneres, l'obra més coneguda sobre la vida de l'heroi jueu serà l'oratori de Judes Macabeu de Handel, de 1748.